# Stenobothrus divergentivus
Stenobothrus divergentivus is een rechtvleugelig insect uit de familie veldsprinkhanen (Acrididae). De wetenschappelijke naam van deze soort is voor het eerst geldig gepubliceerd in 1910 door Tokuichi Shiraki.